# Cratere della Terra di Wilkes
Il cratere della Terra di Wilkes è una formazione geologica nella regione della Terra di Wilkes in Antartide: si ritiene che sia un cratere meteoritico. Ha un diametro di circa 500 km, si trova circa 1,5 km sotto la superficie ghiacciata antartica e si è formato da 250 milioni a 500 milioni di anni fa.

## Anomalie della Terra di Wilkes
L'idea di un grande cratere di impatto al di sotto della cappa di ghiaccio della Terra di Wilkes fu proposta nel 1962 da Richard A. Schmidt sulle basi dei dati sismici e magnetici raccolti dal geofisico Weihaupt e dallo stesso Schmidt che facevano parte della U.S. Victoria Land Traverse in 1959–60 (VLT).
L'ipotesi fu presentata con maggiori dettagli da Weihaupt nel 1976. Tra le evidenze veniva citata una significativa anomalia gravitazionale negativa che coincideva con una depressione topografica subglaciale con un diametro di 243 km e con una profondità minima di 848 m.
L'idea fu contestata da Charles R. Bentley nel 1979, ma nel 2010 Weihaupt dimostrò che le obiezioni di Bentley non erano corrette. Nel 2011 l'Earth Impact Database ha ora riclassificato l'anomalia della Terra di Wilkes da "possibile cratere di impatto" a "probabile cratere di impatto".

## Scoperta
La scoperta avvenuta nel 2006 a opera di un gruppo di scienziati guidati da Ralph von Frese e Laramie Potts è stata ottenuta sulla base dei dati inviati dal satellite GRACE. La sua scoperta si deve alla rivelazione di alcune anomalie nella struttura della crosta terrestre, in particolare a variazioni di massa dovute al movimento di materiali presenti nel mantello terrestre verso la crosta.

## Origine
L'interpretazione del cratere come cratere d'impatto è ancora controversa. Tenendo conto che le concentrazioni di massa tendono a dissiparsi spontaneamente nel tempo, si ritiene che la struttura dovrebbe avere meno di 500 milioni di anni e sembra essere stata disturbata dalla nascita della Grande Rift Valley, avvenuta circa 100 milioni di anni fa, durante la separazione dell'Australia dal supercontinente Gondwana. Il cratere ha un diametro quasi tre volte superiore a quello del Chicxulub, comunemente ritenuto il segno dell'impatto catastrofico che avrebbe causato l'estinzione dei dinosauri.
I ricercatori pertanto ipotizzano che il presunto impatto e il relativo cratere possano aver contribuito a questa separazione, indebolendo la crosta terrestre in questa zona. Le date ipotizzate potrebbero associare il sito con l'estinzione di massa del Permiano-Triassico, avvenuta 250 milioni di anni fa e considerata il più grande evento di estinzione delle specie viventi.
Le ricostruzioni tettoniche per il limite del Permiano-Triassico posizionano l'ipotetico cratere agli antipodi del Trappo siberiano. Frees et al. sfruttano la controversa teoria che un impatto possa generare un massiccio vulcanismo agli antipodi per rafforzare la loro ipotesi del cratere di impatto.
La completa assenza di campioni ben definiti di strati di ejecta associati con gli affioramenti del Permiano-Triassico nella Terra della regina Victoria e nei Monti Transantartici non gioca a favore della teoria dell'impatto.
Recenti studi del 2018 sembrano supportare l'idea dell'origine da impatto del cratere, collegando l'evento con la separazione tra l'Antartide Orientale e l'Australia Meridionale.